# Superliga Femenina de Voleibol 2011-2012
La Superliga Femenina de Voleibol 2011-2012 si è svolta dal 19 novembre 2011 al 12 maggio 2012: al torneo hanno partecipato 9 squadre di club spagnole e la vittoria finale è andata per la seconda volta consecutiva al Ciutadella.

## Regolamento
Originariamente il campionato prevedeva la partecipazione di dodici squadre: tuttavia per problemi economici il Club Voleibol Playas de Benidorm, il Club Atlético Voleibol Murcia 2005 e il Club 15-15 decidono di rinunciare alla competizione e non vengono quindi sostituiti da alcun'altra squadra.
La prima fase ha previsto un girone all'italiana dove le squadre si sono scontrate in gare di andata e ritorno; al termine della regular season, le prime quattro classificate hanno acceduto ai play-off scudetto, mentre l'ultima classificata è retrocessa in Superliga 2.

## Squadra partecipanti
- Aguere
- Diego Porcelos
- Haro
- JAV Olímpico
- Ciutadella
- Murcia
- Murillo
- Cuesta Piedra
- Torrelavega

## Torneo

### Regular season

#### Classifica
| Pos. | Squadra        | Pt | G  | V  | P  | SV | SP | Ratio | PF   | PS   | Ratio |
| ---- | -------------- | -- | -- | -- | -- | -- | -- | ----- | ---- | ---- | ----- |
| 1.   | Ciutadella     | 41 | 16 | 14 | 2  | 43 | 10 | 4.300 | 1286 | 981  | 1.310 |
| 2.   | Murillo        | 41 | 16 | 14 | 2  | 42 | 13 | 3.230 | 1320 | 1088 | 1.213 |
| 3.   | Haro           | 31 | 16 | 10 | 6  | 36 | 21 | 1.714 | 1325 | 1168 | 1.134 |
| 4.   | Murcia         | 31 | 16 | 10 | 6  | 35 | 21 | 1.666 | 1251 | 1173 | 1.066 |
| 5.   | Diego Porcelos | 25 | 16 | 8  | 8  | 31 | 27 | 1.148 | 1328 | 1210 | 1.097 |
| 6.   | JAV Olímpico   | 20 | 16 | 7  | 9  | 23 | 32 | 0.718 | 1173 | 1246 | 0.941 |
| 7.   | Torrelavega    | 16 | 16 | 5  | 11 | 22 | 37 | 0.594 | 1201 | 1355 | 0.886 |
| 8.   | Aguere         | 11 | 16 | 4  | 12 | 16 | 40 | 0.400 | 1202 | 1311 | 0.916 |
| 9.   | Cuesta Piedra  | 0  | 16 | 0  | 16 | 1  | 48 | 0.020 | 678  | 1232 | 0.550 |

| Ammesse ai play-off scudetto | Retrocessa in Superliga 2 |

### Play-off scudetto
|  | Semifinali | Semifinali | Semifinali | Semifinali | Semifinali | Semifinali | Semifinali |  |  | Finale     | Finale     | Finale     | Finale     | Finale | Finale | Finale |  |
|  |            |            |            |            |            |            |            |  |  |            |            |            |            |        |        |        |  |
|  | Ciutadella | Ciutadella | Ciutadella | Ciutadella | 3          | 3          | 3          |  |  |            |            |            |            |        |        |        |  |
|  | Murcia     | Murcia     | Murcia     | Murcia     | 0          | 0          | 0          |  |  | Ciutadella | Ciutadella | Ciutadella | Ciutadella | 3      | 3      | 3      |  |
|  | Murillo    | Murillo    | Murillo    | 1          | 3          | 2          | 0          |  |  | Haro       | Haro       | Haro       | Haro       | 1      | 1      | 0      |  |
|  | Haro       | Haro       | Haro       | 3          | 0          | 3          | 3          |  |  |            |            |            |            |        |        |        |  |

#### Risultati
| Semifinali |                            |     |                            |
|            |                            |     |                            |
| 21-04      | CV Ciutadella-Vóley Murcia | 3-0 | 31-29, 25-19, 25-17        |
| 21-04      | CV Murillo-CV Haro         | 1-3 | 25-18, 20-25, 27-29, 18-25 |

| 22-04 | CV Ciutadella-Vóley Murcia | 3-0 | 25-15, 25-21, 25-17 |
| 22-04 | CV Murillo-CV Haro         | 3-0 | 25-20, 26-24, 25-22 |

| 28-04 | Vóley Murcia-CV Ciutadella | 0-3 | 21-25, 22-25, 24-26               |
| 28-04 | CV Haro-CV Murillo         | 3-2 | 25-13, 15-25, 21-25, 25-22, 15-13 |

| 29-04 | CV Haro-CV Murillo | 3-0 | 26-24, 25-18, 27-25 |

| Finali |                       |     |                            |
|        |                       |     |                            |
| 05-05  | CV Ciutadella-CV Haro | 3-1 | 25-15, 25-16, 20-25, 25-19 |
| 06-05  | CV Ciutadella-CV Haro | 3-0 | 25-14, 25-22, 25-15        |
| 12-05  | CV Haro-CV Ciutadella | 0-3 | 25-25, 20-25, 20-25        |